# 椎名ひかり
椎名 ひかり（しいな ひかり、11月18日 - ）は、日本のアイドル、ファッションモデル、アーティストである。愛称は「ぴかりん」。
中学生の時にギャルモデルとしてデビューした。アニメ・マンガ・ゲーム・コスプレといったサブカルチャー文化が好きで、その個性的なファッションや言動からデビュー当時からファンを獲得し、ツインテールの髪型や現在のヤンデレ、病みカワ、痛コーデといった新たなファッションジャンルの先駆者となっている。
また、魔界からやってきた魔界人アイドル「椎名 ぴかりん」（しいな ぴかりん）名義でも活動している。ファンに噛みつく“噛対応”が話題に。所属事務所はTRUSTAR。所属レーベルはエイベックス。
2018年10月31日に行われた、ワンマンライブ内で緊急記者会見が行われ、アーティスト名を「椎名ぴかりん」から本名である「椎名ひかり」へ変更することが発表された。

## 来歴

### モデル
中学生の時にスカウトされ、2009年よりギャル雑誌『egg』『Ranzuki』『Popteen』の読者モデルとなり、ギャルなのにオタクといった個性的なファッションや内面によりティーンから人気を博し、最年少で何度も表紙を飾るようになり、様々なコラボやプロデュース商品をヒットさせている。
2013年には日本ツインテール協会の師範代となり、自身初となるフォトスタイルBOOK「椎名ぴかりん解体新書」も人気を博し重版をかさねる。
2015年には、写真集「ひかりハタチのりょーいき」もリリースし、グラビアモデルとしても活躍。
現在では「KERA」「ZIPPER」といった雑誌にでており、レギュラーモデルとして活躍しており、テレビ等にも多数出演している。また、アーティスト活動やアパレルブランド「MissaMissa」のプロデューサー、コスプレ・アニメ・マンガといったサブカルに特化したファッションアイコンとして日本のみならず、台湾や中華圏でも支持を得ている。

### アーティスト
2012年12月12日に、avex traxから「椎名ぴかりん」としてメジャーデビュー。魔界からやってきた魔界人アイドルとして話題を呼んだ。そして、ボカロPとして絶大な人気を博す八王子Pのプロデュースにより「侵略ぴかりん伝説☆」と「とろあまちゅ」をavexよりシングルCDをリリースする。
2014年にはNACK5で自身がパーソナリティを務めるラジオ番組「魔弓学園放送部」を開始。番組内のジングルに使われていた「TAMAMI」が現在でもLIVEでのSEとして使われている。同年4月22日に番組内で新曲リアルリア充(仮)を初公開。同年4月26日ニコニコ超会議2014超音楽祭にてPV初公開。同年5月1日にフォトブック椎名ぴかりん「解体新書」を発売。同年5月21日ミニアルバム「漆黒の闇に染まりし歌声が貴様にも聞こえるか…」をリリース。
2015年には松隈ケンタのプロデュースによる2ndミニアルバム「MAKAI NO OWARI」をリリースして話題を呼ぶ。
2016年よりFORCE MUSICに移籍、2016年5月3日に「魔界心中／MITSU TO BATSU」のシングルCDをリリースし、オリコンデイリーランキング初登場11位、オリコンウィークリーランキング17位となる。2017年にはOTODAMA RECORDSに再移籍。
2018年にアーティスト名を「椎名ひかり」へ変更。所属事務所の音楽レーベルVITHMIC MUSICから、約1年半ぶりとなるシングルCD「不完全な僕と完成された社会」をリリースした。このシングルCDでは、HYDE氏への楽曲提供でも知られるPABLOが作曲し、椎名ひかり自身が作詞した「hate!hate!hate!」を始め、新たな世界が構築されている。また、オリコンデイリーランキング初登場2位となる。
2023年8月、ガールズバンド『KILLT MELT LAND』（キルトメルトランド）の結成を発表。
アーティスト名の変更について、激ロックのインタビューで次のように語っている。
「音楽を通してもっとひかりの世界観を表現したくなったから......魔界もそうなんですけど、"ぴかりん"って付いていると、"キャラを作っているのかな"って人間界の方に思われがちなんですよ。あくまで椎名ひかりが"椎名ぴかりん"を作り出しているだけで、その椎名ひかりの世界観を表現したくなって名前を本名にさせていただきました。雑誌"Popteen"や、最近は"小悪魔ageha"でモデルもやっていたんですけど、モデルもぴかりんも、デスボもロリボも、すべてが椎名ひかりであって、本質の椎名ひかりを表現していきたくなったんです。」
ライブの世界観を「魔界」と称し、来場するファンを「魔界人」と呼び、アイドルとは思えないデスボイスやヘドバンといったパフォーマンスやファンが土下座する上を裸足で練り歩く土下座ロード等、独特な世界観を打ち出しており、台湾・中国・シンガポールなど海外からも招待されている。

### 人物
幼稚園～小学生低学年の頃までは活発な子でひとり遊んでいる子を見かけると友達になろう！と積極的に声をかけていた。
小学生の頃から見た目が派手で周りからは浮いており、友達は多くなかった。
当時から派手なファッションに興味を持っており、ギャル雑誌の『小悪魔ageha』や『egg』をずっと読んでいた。
中学2年生の頃、街中でスカウトされた事をきっかけに読者モデルデビューをする。その周りに臆さない個性と言動から、中学生ながら一気に人気モデルとなり、多数のファンの応援から確固たる自分の居場所を見つけ、この時から人生が大きく変わる。

### 趣味・特技
幼い時からホラー映画やゾンビ映画等を家族で毎夜見ており、好きな映画のジャンルは怖いもの、暗いものを好んでいる。
また、漫画も丸尾末広の「少女椿」や古屋兎丸の「ライチ☆光クラブ」などが好きである。松本光司の「彼岸島」をよく読んでいる。
ドナルドダックやスティッチのモノマネからデスボイスが得意となる。

## 出演

### 雑誌
- 『Ranzuki』（2009年～2010年）
- 『egg』（2009年～2010年）
- 『Popteen』（2010年～2016年）
- 『RyuRyu』（2010年12月）
- 『Up To Boy』（2014年）
- 『KERA』（2015年よりレギュラーモデル）
- 『SAMURAI ELO』（2015年6月）
- 『Cure Vol.177(新創刊)』（2018年4月）
- 『小悪魔ageha』（2018年7月より）

### 主なイベント
- 上海国際博覧会（2010年6月）
- 『アゲる！POP祭り2010』（2010年8月）
- 関西コレクション（2014年9月）
- 『Choc Girls Collection in Taiwan』（2013年9月、2014年10月）
- 『椎名ひかり生誕祭〜魔界のお茶会〜』（2013年11月7日、ニコニコ本社）
- 『椎名ぴかりん生誕祭　初ワンマンライブ』（2014年11月23日、アキバTwinBox）
- VAMPS主宰　HALLOWEEN　PARTY　2015（2015年10月18日、兵庫ワールド記念ホール）
- 『椎名ぴかりん生誕祭ライヴ』（2015年11月15日、渋谷PARCO2.5D）
- 『椎名ぴかりん・千年に一度の魔界大祭典「ぴかりん様-降誕祭2016-』（2016年11月16日、渋谷WWW）
- 『MAKAI　presents 椎名ぴかりん降誕祭2017』（2017年11月17日、shibuya club quattro）
- やぐフェス〜アイドルを原宿で見るか、アベマでみるか〜（2017年12月3日、原宿アストロホール）[6]
- 『椎名ひかり降誕祭2018』（2018年11月18日、渋谷eggman）
- 『降誕祭2019　椎名ひかりvs椎名ぴかりん』（2019年11月24日、目黒鹿鳴館）
- 『降誕祭2020～魔界蘇生ノ儀～』（20220年11月26日、池袋EDGE）
- 『椎名ひかり　降誕祭2021』（2021年11月18日、渋谷WWW）
- 『椎名ひかり10th　Anniversary【赫縛-ｳﾞｧｸ-】』（2022年12月10日、渋谷womb）
- 『椎名ひかり　降誕祭2023【 Umbilical cord ~掻喰~ 】』（2023年11月18日、渋谷DIVE）
- 『椎名ひかり　降誕祭2024～惢骸～』（2024年11月18日、渋谷clubasia）

### テレビCM
- 『ピュレグミ』（2010年10月より）[要出典]
- 『Y!mobile』（2014年8月より）[要出典]

### テレビ番組
- 『おはスタ』（2014年1月10日 -、テレビ東京）
- 『Kawaii JAPAN-da!!』（前番組『Kawaii Asia』2014年からレギュラー出演中 - 、MBS/SSTV）
- 『めざましテレビ』NewFaceコーナー（2015年8月19日 -、フジテレビ）
- 『深夜に発見!新shock感〜一度おためしください〜』（テレビ東京）

### 映画
- それ　～それがやって来たら… （2018年） - すみれ役
- 少女ピカレスク（2018年)(ファミリー劇場CLUB） - ヒカリ役

### 舞台
- 逆転裁判2さらば、逆転（2015年） - 綾里真宵役
- ビックリマン ザ☆ステージ（2019年） - サタンマリア役

### ラジオ番組
- 『椎名ひかりの魔弓学園放送部』（2014年4月 - 、NACK-5「i-Meet Up!」）
- 『椎名ひかりのひかりぼっち放送局』（2015年4月 - 、NACK-5「i-Meet Up!」）

### 声優
- 劇場アニメ『どーにゃつ』（2013年6月1日 - ） - ローニャ役
- 短編ドール・アニメーション『MILPOM★』（2015年9月5日 - ） - MILPOM役

### インターネット放送
- 『椎名ひかりのりょーいき』（YouTubeチャンネル、2015年4月1日– ）
- 『矢口真里の火曜The NIGHT』（2016年5月4日、7月20日、2018年10月24日、2022年11月16日[7]、AbemaTV）
- 『椎名ぴかりんのいっちょカミ!』（2016年8月22日、AbemaTV）
- 『椎名ぴかりんのヤッてみるニュース』（2016年10月7日– 2017年6月30日、AbemaTV）
- 少女ピカレスク（2018年6月23日先行上映、ファミリー劇場CLUB） - ヒカリ役（主演）

### その他
- 音楽MV：「アキラブ」（Juliet、2010年10月13日発売）
- 音楽MV：「魅惑のサマーキラーズ」（R指定、2017年7月12日発売）
- 音楽MV：「有害メンヘラドール」（0.1gの誤算、2018年1月9日発売）
- 音楽MV：「模範解答少女」（2020年12月1日公開）[8]
- オリジナル・ブランド：『MissaMissa』
- オリジナル・ブランド：『Grrr the Lipper【ガルルザリッパー】』(2023年5月1日-)

## 書籍
- 椎名ぴかりん 解体新書（角川春樹事務所）
- 写真集「ひかりハタチのりょーいき」（ワニブックス）
- 写真集「死春季」（Ssense）
- SPECIAL FAN BOOK 椎名ひかり (TWJ BOOKS)
- 降誕祭2022【赫縛-ｳﾞｧｸ-】映像付きフォトブック

## ディスコグラフィー

### シングルCD
椎名ぴかりん名義
1. 侵略ぴかりん伝説☆（2012年12月12日、avex trax）
2. とろあまちゅ（2013年10月16日、avex trax）
3. 魔界心中/MITSU TO BATSU（2016年5月3日、FORCE MUSIC）
4. 土下座ロード第一章(2016年12月12日、Village Vanguard )
5. バババーババウムクーヘン★/下僕 GEBO GEBO !!（2017年5月3日、OTODAMA RECORDS）

椎名ひかり名義
1. 不完全な僕と完成された社会（2018年11月20日、VITHMIC MUSIC）
2. 模範解答少女（2020年12月1日、VITHMIC MUSIC）
3. 羅刹遊戯（2022年5月24日、VITHMIC MUSIC）
4. 盲愛症候群（2022年6月20日、VITHMIC MUSIC）
5. 魔界狂操曲（2022年7月31日、VITHMIC MUSIC）
6. 愛＝哀ヲクダサイ（2023年5月20日、VITHMIC MUSIC）
7. ピカニバリズム（2023年12月1日、VITHMIC MUSIC）
8. 愛＝哀ヲクダサイ（2024年8月19日、VITHMIC MUSIC）
9. ダリラ。（2024年11月29日、VITHMIC MUSIC）

### ミニアルバム
椎名ぴかりん名義
1. 漆黒の闇に染まりし歌声が貴様にも聞こえるか…（2014年5月21日、avex trax）
2. MAKAI NO OWARI（2015年8月26日、avex trax）